# Червона Армія (село)
Червона Армія (рос. Червоная Армия) — село у Завітінському районі Амурської області Російської Федерації. Розташоване на території українського історичного та етнічного краю Зелений Клин.
Входить до складу муніципального утворення місто Завитинск. Населення становить 190 осіб (2018).

## Історія
З 20 жовтня 1932 село року ввійшло до складу новоутвореної Амурської області.
З 1 січня 2006 року органом місцевого самоврядкування є місто Завитинск.

## Населення
| 2002 | 2010 | 2012 | 2013 | 2014 | 2015 | 2016 |
| ---- | ---- | ---- | ---- | ---- | ---- | ---- |
| 231  | ↘197 | ↗202 | ↘197 | ↗198 | ↗202 | →202 |
| 2017 | 2018 |      |      |      |      |      |
| ↘196 | ↘190 |      |      |      |      |      |